# 長野県市町村対抗駅伝競走大会
長野県市町村対抗駅伝競走大会（ながのけんしちょうそんたいこうえきでんきょうそうたいかい）は、毎年4月の昭和の日（第20回大会(2010年)から固定）に松本市で開催される、長野県の市町村(参加は任意)対抗による駅伝競走。
同日に「長野県市町村対抗小学生駅伝競走大会」も実施している。

## 概要
第1回大会は1991年に開催された。
現在のコースは松本平広域公園陸上競技場を発着に周辺道路を巡回する9区間42.195km。総合順位に加え、町・村の部でも順位を競う。2023年には松本平広域公園陸上競技場が改装工事のためコース変更がされた。

## 歴代優勝
| 回     | 開催年 | 優勝     |
| ------ | ------ | -------- |
| 第1回  | 1991   | 伊那市   |
| 第2回  | 1992   | 長野市   |
| 第3回  | 1993   | 伊那市   |
| 第4回  | 1994   | 長野市   |
| 第5回  | 1995   | 駒ヶ根市 |
| 第6回  | 1996   | 伊那市   |
| 第7回  | 1997   | 長野市   |
| 第8回  | 1998   | 駒ヶ根市 |
| 第9回  | 1999   | 中止     |
| 第10回 | 2000   | 長野市   |
| 第11回 | 2001   | 長野市   |
| 第12回 | 2002   | 長野市   |
| 第13回 | 2003   | 長野市   |
| 第14回 | 2004   | 長野市   |
| 第15回 | 2005   | 長野市   |
| 第16回 | 2006   | 長野市   |
| 第17回 | 2007   | 長野市   |
| 第18回 | 2008   | 長野市   |
| 第19回 | 2009   | 長野市   |
| 第20回 | 2010   | 長野市   |
| 第21回 | 2011   | 長野市   |
| 第22回 | 2012   | 松本市   |
| 第23回 | 2013   | 長野市   |
| 第24回 | 2014   | 長野市   |
| 第25回 | 2015   | 長野市   |
| 第26回 | 2016   | 長野市   |
| 第27回 | 2017   | 長野市   |
| 第28回 | 2018   | 松本市   |
| 第29回 | 2019   | 松本市   |
| 第30回 | 2020   | 1年延期  |
| 第30回 | 2021   | 駒ヶ根市 |
| 第31回 | 2022   | 長野市   |
| 第32回 | 2023   | 駒ヶ根市 |
| 第33回 | 2024   | 上田市   |

## コース
1区中学生女子2.7km
やまびこドーム前（市道6096号線）～たばこ産業流通センター横右折･市道6095号線～市道6093号線～三菱ふそう先2つ目信号左折･市道6826号線～陸上競技場入口信号左折～公園防災備蓄倉庫中継所
2区中学生男子2.6km
防災備蓄倉庫中継所～左折・県道115号線～空港西信号左折･県道115号線～空港入口信号左折･市道6223号線～市道6096号線交差点左折～やまびこドーム駐車場入口左折～やまびこドーム前中継所
3区一般男子5.3km
やまびこドーム前中継所～たばこ産業流通センター横右折･市道6095号線～市道6093号線～三菱ふそう先2つ目信号左折･市道6826号線～今井北耕地信号左折･県道115号線～防災備蓄倉庫中継所～県道115号線～空港西信号左折･県道115号線～空港入口信号左折･市道6223号線～市道6096号線交差点左折～やまびこドーム前中継所
4区一般男子6.5km
やまびこドーム前中継所～たばこ産業流通センター横右折･市道6095号線～市道6093号線～シェルスタンド前交差点左折･県道48号線～川東信号左折～空港西信号左折･県道115号線～空港入口信号左折･市道6223号線～市道6096号線交差点左折～やまびこドーム前中継所
5区一般男子5.3km ※3区と同じコース
やまびこドーム前中継所～たばこ産業流通センター横右折･市道6095号線～市道6093号線～三菱ふそう先2つ目信号左折･市道6826号線～今井北耕地信号左折･県道115号線～防災備蓄倉庫中継所～県道115号線～空港西信号左折･県道115号線～空港入口信号左折･市道6223号線～市道6096号線交差点左折～やまびこドーム前中継所
6区一般･中学女子2.7km※1区と同じコース
やまびこドーム前中継所～たばこ産業流通センター横右折･市道6095号線～市道6093号線～三菱ふそう先2つ目信号左折･市道6826号線～陸上競技場入口信号左折～防災備蓄倉庫中継所
7区中学生男子2.6km ※2区と同じコース
防災備蓄倉庫中継所～左折・県道115号線～空港西信号左折･県道115号線～空港入口信号左折･市道6223号線～市道6096号線交差点左折～やまびこドーム駐車場入口左折～やまびこドーム前中継所
8区一般男子6.5km ※4区と同じコース
やまびこドーム前中継所～たばこ産業流通センター横右折･市道6095号線～市道6093号線～シェルスタンド前交差点左折･県道48号線～川東信号左折～空港西信号左折･県道115号線～空港入口信号左折･市道6223号線～市道6096号線交差点左折～やまびこドーム前中継所
9区一般男子5.3km ※3区と同じコース
やまびこドーム前中継所～たばこ産業流通センター横右折･市道6095号線～市道6093号線～三菱ふそう先2つ目信号左折･市道6826号線～今井北耕地信号左折･県道115号線～防災備蓄倉庫中継所～県道115号線～空港西信号左折･県道115号線～空港入口信号左折･市道6223号線～市道6096号線交差点左折～やまびこドーム前中継所

## 最優秀選手賞・最優秀新人賞
| 回     | 開催年 | 最優秀選手賞         | 最優秀新人賞                              |
| ------ | ------ | -------------------- | ----------------------------------------- |
| 第19回 | 2009   | 加藤 未優 (長野市)   | 荒井 友花 (長野市)                        |
| 第20回 | 2010   | 平田 和也 (長野市)   | 伊藤 千夏 (松本市)                        |
| 第21回 | 2011   | 牛山 純一 (原村)     | 玉城 かんな (長野市)                      |
| 第22回 | 2012   | 岩渕 良平 (松本市)   | 竹内 優花 (千曲市)                        |
| 第23回 | 2013   | 利根川裕雄 (千曲市)  | 和田 有菜 (長野市)                        |
| 第24回 | 2014   | 和田 有菜 (長野市)   | 丸山 幸輝 (長野市)                        |
| 第25回 | 2015   | 村澤 智啓 (長野市)   | 宇津野 篤 (上田市)                        |
| 第26回 | 2016   | 岡村 未歩 (長野市)   | 和田 真菜 (長野市)                        |
| 第27回 | 2017   | 大野 雄揮 (長野市)   | 千葉 麻理子 (飯田市)                      |
| 第28回 | 2018   | 原 広野 (箕輪町)     | 村岡 美玖 (松本市)                        |
| 第29回 | 2019   | 相馬 崇史 (松本市)   | 吉岡 大翔 (長野市)                        |
| 第30回 | 2021   | 宮下 晴貴 (駒ヶ根市) | 南澤 道大 (駒ヶ根市) 真柴 愛里 (伊那市)   |
| 第31回 | 2022   | 小森 勇志 (長野市)   | 猿田 創汰 (安曇野市) 田端 陽菜 (伊那市)   |
| 第32回 | 2023   | 白川 大地 (駒ヶ根市) | 滝澤 秀斗 (駒ヶ根市) 川上 南海 (駒ヶ根市) |
| 第33回 | 2024   | 新津 大地 (上田市)   | 中澤 侑己 (安曇野市) 原 梨珠 (駒ヶ根市)   |

※この賞は2018年まで「深沢松美賞」として贈呈されていた。

## テレビ放送
SBCテレビにて2010年から中継放送されている。2016年までは録画だったが、2017年以降は生中継された。